# Hilde Synnøve Lid
Hilde Synnøve Lid (Voss, 18 maart 1971) is een voormalig freestyleskiester uit Noorwegen. Ze vertegenwoordigde haar vaderland op de Olympische Winterspelen 1992 in Albertville, de Olympische Winterspelen 1994 in Lillehammer, de Olympische Winterspelen 1998 in Nagano en de Olympische Winterspelen 2002 in Salt Lake City.

## Resultaten

### Olympische Winterspelen
| Jaar | Plaats         | Resultaten  |
| ---- | -------------- | ----------- |
| 1992 | Albertville    | 6e Aerials# |
| 1994 | Lillehammer    | Aerials     |
| 1998 | Nagano         | 6e Aerials  |
| 2002 | Salt Lake City | 16e Aerials |

# Demonstratie onderdeel waarbij geen olympische medailles werden toegekend.

### Wereldkampioenschappen
| Jaar | Plaats                | Resultaten  |
| ---- | --------------------- | ----------- |
| 1989 | Oberjoch              | 9e Aerials  |
| 1991 | Lake Placid           | 16e Aerials |
| 1993 | Altenmarkt-Zauchensee | 9e Aerials  |
| 1995 | La Clusaz             | 19e Aerials |
| 1997 | Nagano                | 16e Aerials |
| 1999 | Meiringen-Hasliberg   | Aerials     |
| 2001 | Whistler              | 13e Aerials |

### Wereldbeker
Eindklasseringen
| Seizoen   | Algemeen         | Aerials           |
| --------- | ---------------- | ----------------- |
| 1988/1989 | 36e 2,00 punten  | 16e 15,00 punten  |
| 1990/1991 | 15e 9,00 punten  | 4e 77,00 punten   |
| 1991/1992 | 20e 7,00 punten  | 5e 67,00 punten   |
| 1992/1993 | 19e 83,00 punten | 5e 496,00 punten  |
| 1993/1994 | 26e 67,00 punten | 8e 536,00 punten  |
| 1994/1995 | 15e 90,00 punten | 4e 716,00 punten  |
| 1995/1996 | 69e 16,00 punten | 21e 144,00 punten |
| 1996/1997 | 24e 74,00 punten | 9e 592,00 punten  |
| 1997/1998 | 43e 53,00 punten | 14e 316,00 punten |
| 1998/1999 | 7e 89,00 punten  | 4e 268,00 punten  |
| 1999/2000 | 8e 86,00 punten  | · 432,00 punten   |
| 2000/2001 | 13e 78,00 punten | 7e 388,00 punten  |
| 2001/2002 | 25e 57,00 punten | 13e 284,00 punten |

Wereldbekerzeges
| Datum            | Plaats                | Onderdeel |
| ---------------- | --------------------- | --------- |
| 17 december 1994 | Tignes                | Aerials   |
| 10 februari 1995 | Altenmarkt-Zauchensee | Aerials   |